# Parafia św. Stanisława Biskupa Męczennika w Myszkowie
Parafia św. Stanisława Biskupa i Męczennika – rzymskokatolicka parafia znajdująca się w Myszkowie. Należy do dekanatu Myszków i archidiecezji częstochowskiej.
Została utworzona w 1911 roku. Kościół parafialny wybudowany w latach 1908–1930, konsekrowany w 1935 roku.

## Grupy parafialne
Parafialna Rada Duszpasterska, Akcja Katolicka, Katolickie Stowarzyszenie Młodzieży, Krąg Rodzin Oazowych, Ruch „Światło Życie”, Służba Liturgiczna: ministranci, schola, chór parafialny; Zespół Charytatywny, Franciszkański Zakon Świeckich, Pomocnicy Maryi Matki Kościoła, Dzieci Maryi, Żywy Różaniec, Klub Abstynencki, Krąg Biblijny